# Битка при Екерен
Битката при Екерен (30 юни 1703) е една от първите битки в Нидерландия по време на Войната за испанското наследство. Тя противопоставя войски на Франция и Холандия (Обединените нидерландски провинции) и завършва с френска победа. Тя не повлиява решително върху хода на военните действия.

## Предистория
Нидерландия е районът, където през тази война действа талантливият английски генерал Джон Чърчил, херцог Марлборо. Той ръководи съюзническа армия от холандци, англичани и германци, която често оспорва решенията му. Планира поход към Париж, като за целта трябва да извърши пробив в системата от крепости, изградена от известния маршал и инженер Себастиен дьо Вобан. През 1703 г. обаче реалността е много далеч от намеренията му. Французите са изнесли отбранителните си линии на границата с Холандската република и директно я заплашват. Още през пролетта съюзниците обсаждат Бон - седалище на Кьолнския архиепископ (френски съюзник) и на 15 май го превземат. Тогава англичанинът предлага да се обсадят Остенде и Юи. Този план не минава, но все пак една холандска армия, командвана от Якоб ван Обдам се озовава в околностите на Антверпен. На 27 юни тя се справя с малките френски сили, които се опитват да я спрат и положението на големия град става рисковано.

## Битката
В този сектор френските войски се командват от опитния маршал Луи-Франсоа дьо Буфлер. В стила наложен по-късно за генерал Бонапарт, той повежда 19 000 войници и само за един ден (29 юни) изминава с тях 48 км. Озовава се в непосредствена близост до холандците, без да им даде време да се подготвят. На следващата сутрин, край Екерен (също и Еекерен) неговите драгуни се впускат в атака. Битката е ожесточена и като цяло 15-те хиляди холандци удържат позициите си. Вечерта французите се оттеглят изморени, чудейки се дали са победили. Те не знаят, че Обдам е изгубил над една четвърт от войниците си и че увереността на останалите е сериозно подкопана. На следващото утро Буфлер открива, че Обдам се е оттеглил и се обявява за победител. В писмото си до Луи ХІV той заявява: "Вчера между армията на Ваше Величество в Брабант и врага, командван от Обдам, се състоя яростна и упорита битка и в нея армията Ви спечели всички предимства и символи на победата."

## Последици
Това поражение слага край на кариерата на Обдам и проваля всичките му планове за превземането на Антверпен и Остенде. То обаче не променя цялостната обстановка на надмощие на съюзниците и е само временно забавяне на тяхното настъпление. Буфлер постига стратегическите си цели, но не разбива противника. Много скоро той пак ще има инициативата.